# Ravenswood (Berkshire)
Ravenswood – wieś w Anglii, w hrabstwie ceremonialnym Berkshire, w dystrykcie (unitary authority) Wokingham. Leży 14 km na południowy wschód od centrum miasta Reading i 51 km na zachód od centrum Londynu.